# Просечна људска висина по државама
Испод је дат списак просечних људских висина одраслих особа по земљи или географском региону. Пригиналне студије и извори треба консултовати за детаље о методологији и прецизним популацијама које су мерене, анкетиране или разматране.
Као и код свих статистичких података, прецизност података може бити доведена у питање из разлога:
- Неке студије дозвољавају субјектима да самостално пријаве вредности. Генерално гледано, самопријављене висине имају тенденцију да буду више од измерених, иако прецењивање висине зависи од висине, старости, пола и региона.[1][2]
- Могуће је да су тест субјекти позвани, уместо да су насумично изабрани, што доводи до пристрасности узорковања.

## Мушкарци
- Босна и Херцеговина - 183.9 cm (Студенти са Универзитета Бања Лука, 19-32 г.) 2014. године
- Холандија - 183.8 cm (21-годишњаци) 2009. године
- Црна Гора - 183.2 cm (Студенти са Универзитета Црне Горе, 18-37 г.) 2011. године
- Холандија - 183.2 cm (20-30 г.) 2010. године
- Данска - 182.6 cm (23 г.) 2001. године
- Норвешка - 182.4 cm (20-25 г.) 2008—2009. године
- Србија - 182.0 cm (Студенти са Универзитета Нови Сад, 18-30 г.) 2012. године
- Немачка - 181 cm (18-25 г.) 2009. године
- Исланд - 181 cm (20-49 г.) 2007. године
- Исланд - 181 cm (20-49 г.) 2007. године
- Јужна Кореја - 173.5 cm (20–24 г.) 2010. године
- Кина - 172.1 cm (19 г.) 2010. године
- Јапан - 172 cm (20–49 г.) 2005. године